# L'Homme au ventre de plomb
Pour les articles homonymes, voir ventre (homonymie).
L'Homme au ventre de plomb est un roman policier historique de Jean-François Parot publié en 2000.

## Résumé
En 1761, le vicomte de Ruissec est trouvé mort chez lui. Peu après, Mme de Ruissec mère est trouvée morte dans le puits des morts. Un médecin trouve du plomb dans le corps du vicomte auquel on a fait boire du plomb fondu avant de lui tirer dessus pour simuler le suicide. 
Inquiétée par ces morts violentes, Mme de Pompadour donne sa protection à Nicolas pour l'enquête. Il embastille le frère du vicomte. Ruissec père est tué aussi et Lambert, valet du vicomte, est blessé. Lambert avoue la machination qu'il avait construite.

## Adaptation pour la télévision
Le roman a été adapté à la télévision en 2008 sur France 2 dans la série Nicolas Le Floch.

## Adaptation en bande dessinée
- L'Homme au ventre de plomb / scénario Dobbs d'après Jean-François Parot ; dessins et couleurs de Chaiko. Vanves : Hachette comics, coll. "Robinson", 11/2019, 64 p.  (ISBN 978-2-01-707632-2)